# Bahnhof Ōzone
Der Bahnhof Ōzone (jap. 大曽根駅, Ōzone-eki) ist ein Bahnhof auf der japanischen Insel Honshū. Er befindet sich in der Präfektur Aichi auf dem Gebiet der Stadt Nagoya und wird gemeinsam von den Bahngesellschaften JR Central und Meitetsu (Nagoya Tetsudō) betrieben. Ōzone ist ein bedeutender Knotenpunkt des öffentlichen Verkehrs im nordöstlichen Teil der Stadt. Hier kreuzen sich die Chūō-Hauptlinie, die Meitetsu Seto-Linie und eine Linie der U-Bahn Nagoya; außerdem beginnt hier eine aufgeständerte Spurbusstrecke.

## Verbindungen
Ōzone ist ein Kreuzungsbahnhof an der Chūō-Hauptlinie, einer der bedeutendsten Bahnstrecken Japans, die von Nagoya durch das Landesinnere nach Tokio führt und von JR Central betrieben wird. Diese kreuzt sich hier mit der Meitetsu Seto-Linie der Bahngesellschaft Meitetsu, die das Stadtzentrum Nagoyas mit dem nordöstlich gelegenen Vorort Seto verbindet. Im Nahverkehr auf der Chūō-Hauptlinie gibt es tagsüber drei Eil- und fünf Lokalzüge je Stunde zwischen dem Bahnhof Nagoya und Nakatsugawa, wobei ein Teil davon bereits in Kōzōji, Tajimi oder Mizunami wendet. Hinzu kommen während der abendlichen Hauptverkehrszeit zwei Home Liner, Eilzüge mit reservierten Sitzplätzen.
Auf der Meitetsu Seto-Linie wird tagsüber ein Zehn-Minuten-Takt angeboten, während der Hauptverkehrszeit fahren die Züge alle vier bis fünf Minuten, am Abend alle 15 Minuten. Es gibt drei verschiedene Zuggattungen, die jeweils von Sakaemachi nach Owari-Seto und zurück fahren. Den ganzen Tag über werden Lokalzüge mit Halt an allen Zwischenbahnhöfen angeboten. Während der Hauptverkehrszeit kommen zwei verschiedene Eilzüge hinzu. Die Junkyū (Semi Express) lassen zwischen Sakaemachi und Obata sechs Bahnhöfe aus und halten unterwegs nur in Higashiōte und Ōzone. Dasselbe gilt für die Kyūkō (Express), die in der Gemeinde Owariasahi zwei zusätzliche Bahnhöfe überspringen (somit insgesamt acht).
Ōzone wird von der ringförmigen Meijō-Linie der kommunal betriebenen U-Bahn Nagoya erschlossen. Tagsüber verkehren die Züge alle fünf Minuten, während der Hauptverkehrszeit alle drei bis vier Minuten. Ebenso ist Ōzone die stadtseitige Endstation der Yutorito-Linie. Dabei handelt es sich um eine 6,5 km lange Spurbusstrecke, die in nordöstlicher Richtung aufgeständert über Hauptstraßen verläuft. Vier Linien befahren die Strecke auf ihrer gesamten Länge und wechseln am anderen Ende in Obata-Ryokuchi auf das gewöhnliche Straßennetz. Hinzu kommt ein Busterminal auf dem westlichen Bahnhofsvorplatz, der von einem Dutzend Linien des städtischen Verkehrsbetriebs Nagoya City Bus bedient.

## Anlage
Der Bahnhof steht an der Grenze zwischen den Stadtteilen Ōzone im Westen und Yada im Osten, wobei diese Grenze auch die Bezirke Kita-ku bzw. Higashi-ku voneinander trennt. Die Umgebung ist überwiegend von Geschäftsgebäuden und schmalen Einkaufsstraßen (Shōtengai) geprägt. Im Südosten erstrecken sich weitläufige Fabrikationsanlagen von Mitsubishi Electric, fußläufig erreichbar ist der Nagoya Dome. Die anlage ist von Süden nach Norden ausgerichtet und besteht aus zwei erhöht liegenden Teilen. Diese sind zwar baulich getrennt, aber durch ebenerdige Ladenpassagen miteinander verbunden.
Ganz im Westen befindet sich auf einem Viadukt der Meitetsu-Teil, bestehend aus zwei Gleisen an einem überdachten Bahnsteig#Mittelbahnsteig. Er ist mit Personal besetzt und von hier aus werden die meisten anderen Bahnhöfe der Meitetsu Seto-Linie ferngesteuert überwacht. Da er keine Weichen oder Ausziehgleise besitzt, gilt er rechtlich eigentlich als Haltepunkt. Dies steht im Gegensatz zur Situation vor 1983, als er noch ein ebenerdiger Bahnhof mit drei Streckengleisen war sowie zusätzlich mit einer Abstellanlage und einem Güterbahnhof verbunden war (bis 1945 auch mit einem Depot). Einige Meter östlich des Meitetsu-Viadukts verläuft auf einem Damm die Trasse der Chūō-Hauptlinie. Der Bahnhofteil von JR Central umfasst vier Gleise, wobei die mittleren ebenfalls an einem überdachten Mittelbahnsteig liegen. Ein weiter Eingang zu diesem Bahnhofteil befindet sich am südlichen Ende des Bahnsteigs und ist in einen Wohnblock integriert.
Östlich an den JR-Bahnhof schließt sich die Endstation der Spurbusstrecke an, ein dreigeschossiges Bauwerk aus Stahl und Glas. Die Busse halten unter dem Dach in der dritten Etage und wenden im Freien auf der daran angebauten Wendeschleife; es gibt je einen Seitenbahnsteig für das Ein- und Aussteigen. Der U-Bahnhof erstreckt sich in West-Ost-Richtung unter der Präfekturstraße 15 und verfügt über zwei Gleise an einem Mittelbahnsteig. Das unterirdische Einkaufszentrum Oz Gardens dient als Verteilerebene und ermöglicht den Zugang zu den übrigen Teilen des Bahnhofs.
Im Fiskaljahr 2019 nutzten durchschnittlich 74.391 Fahrgäste täglich den Bahnhof. Davon entfielen 32.696 auf JR Central, 17.281 auf Meitetsu, 19.786 auf die U-Bahn und 4628 auf den Spurbus.

## Bilder

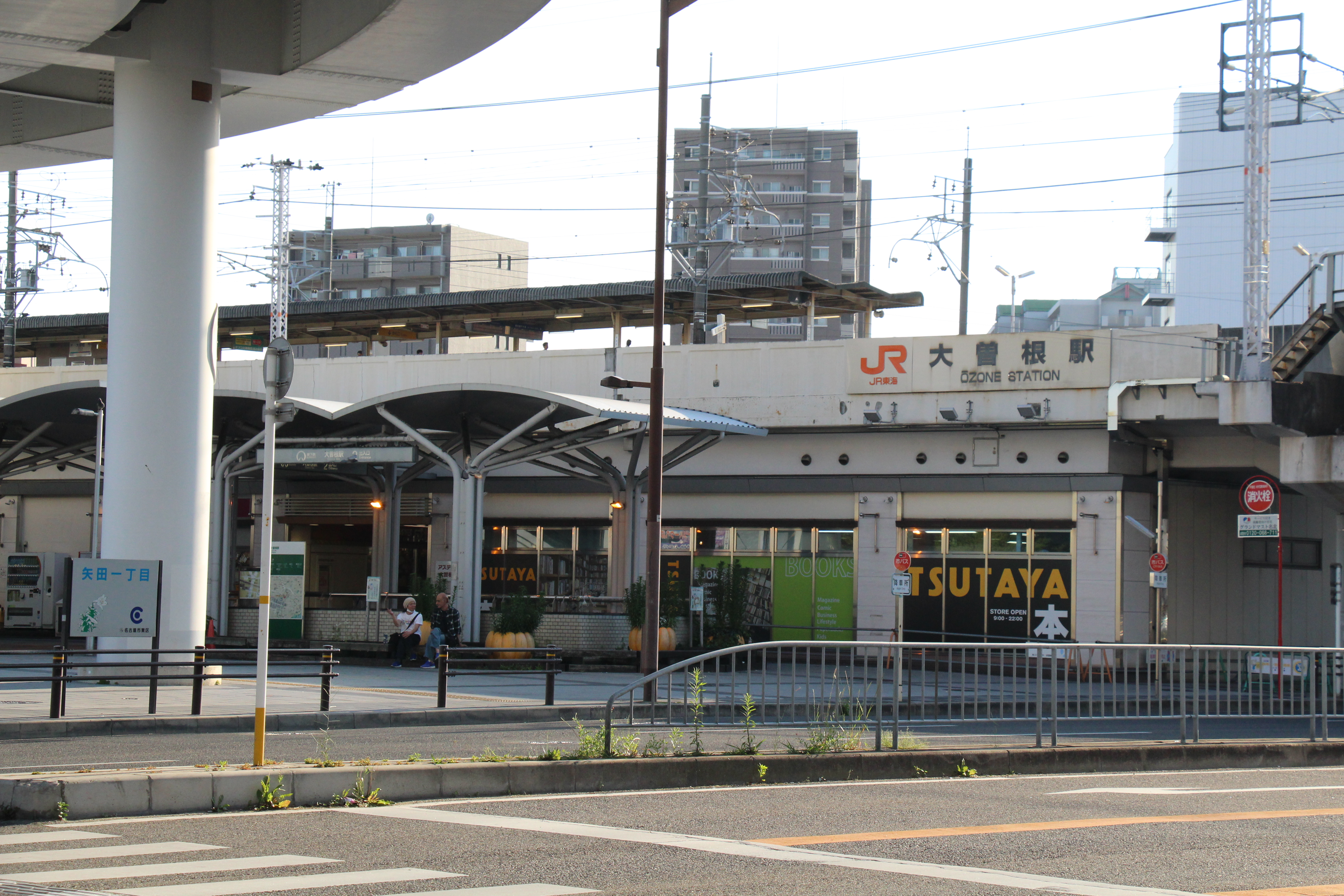
Außenansicht des Bahnhofs von JR Central
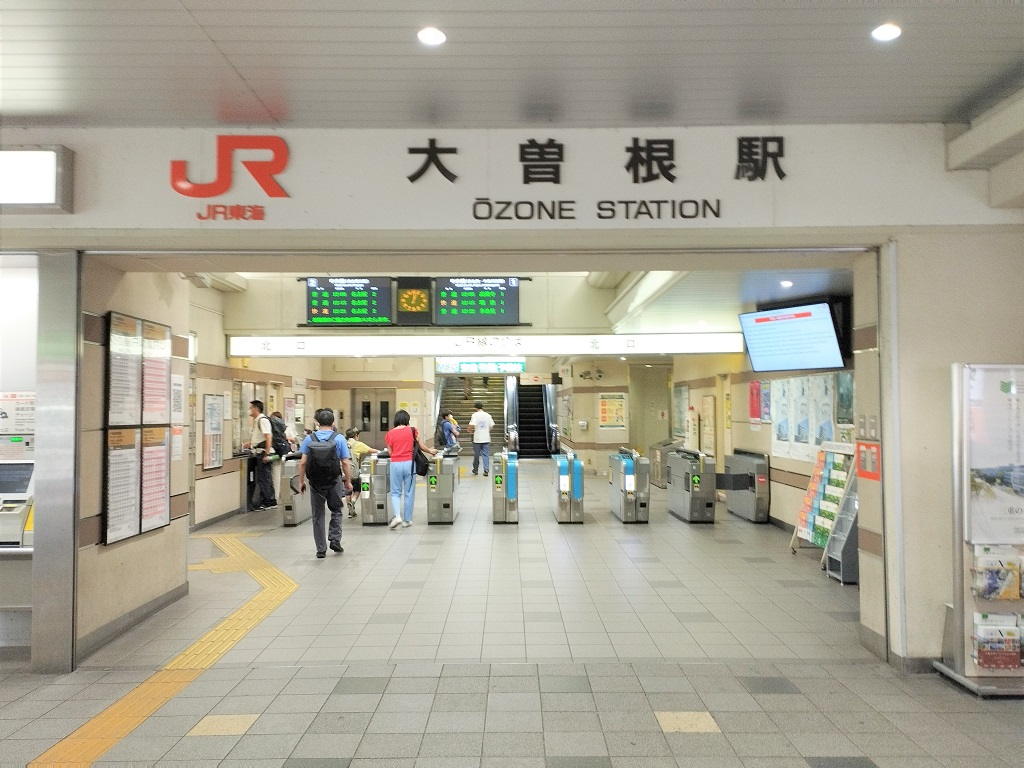
Bahnsteigsperren (JR Central)
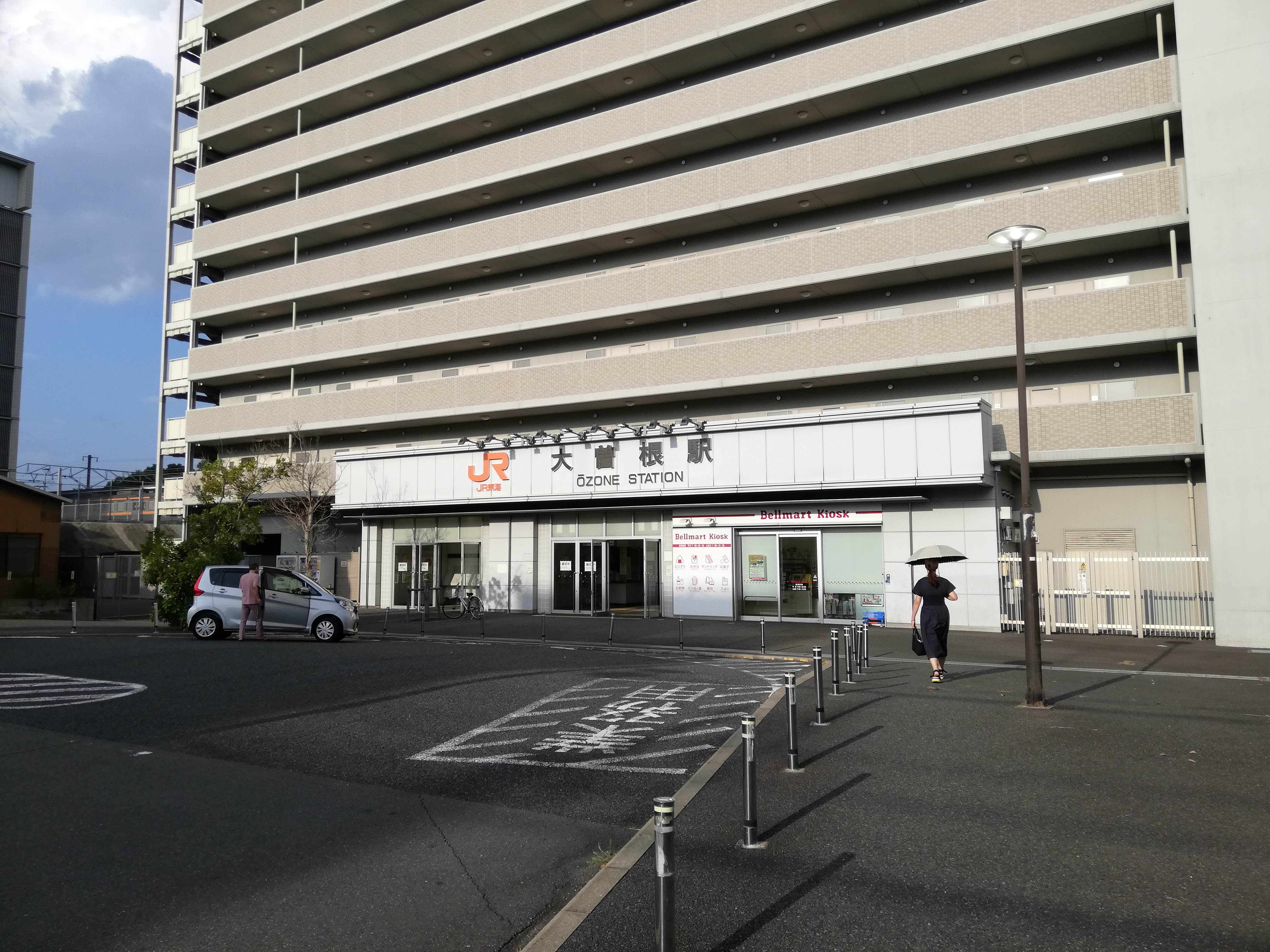
Südlicher Eingang zum JR-Central-Bahnhofteil
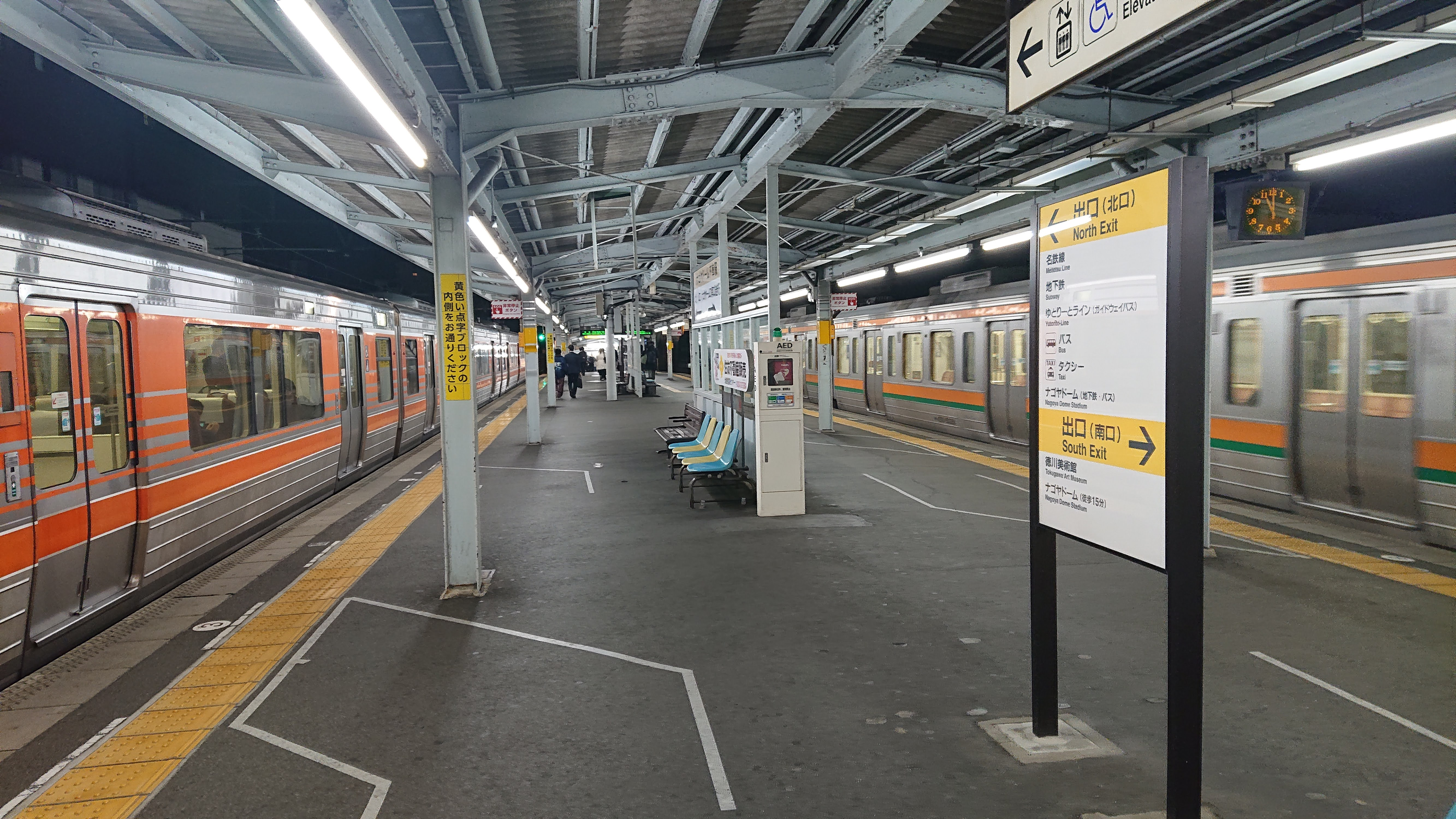
Bahnsteig von JR Central
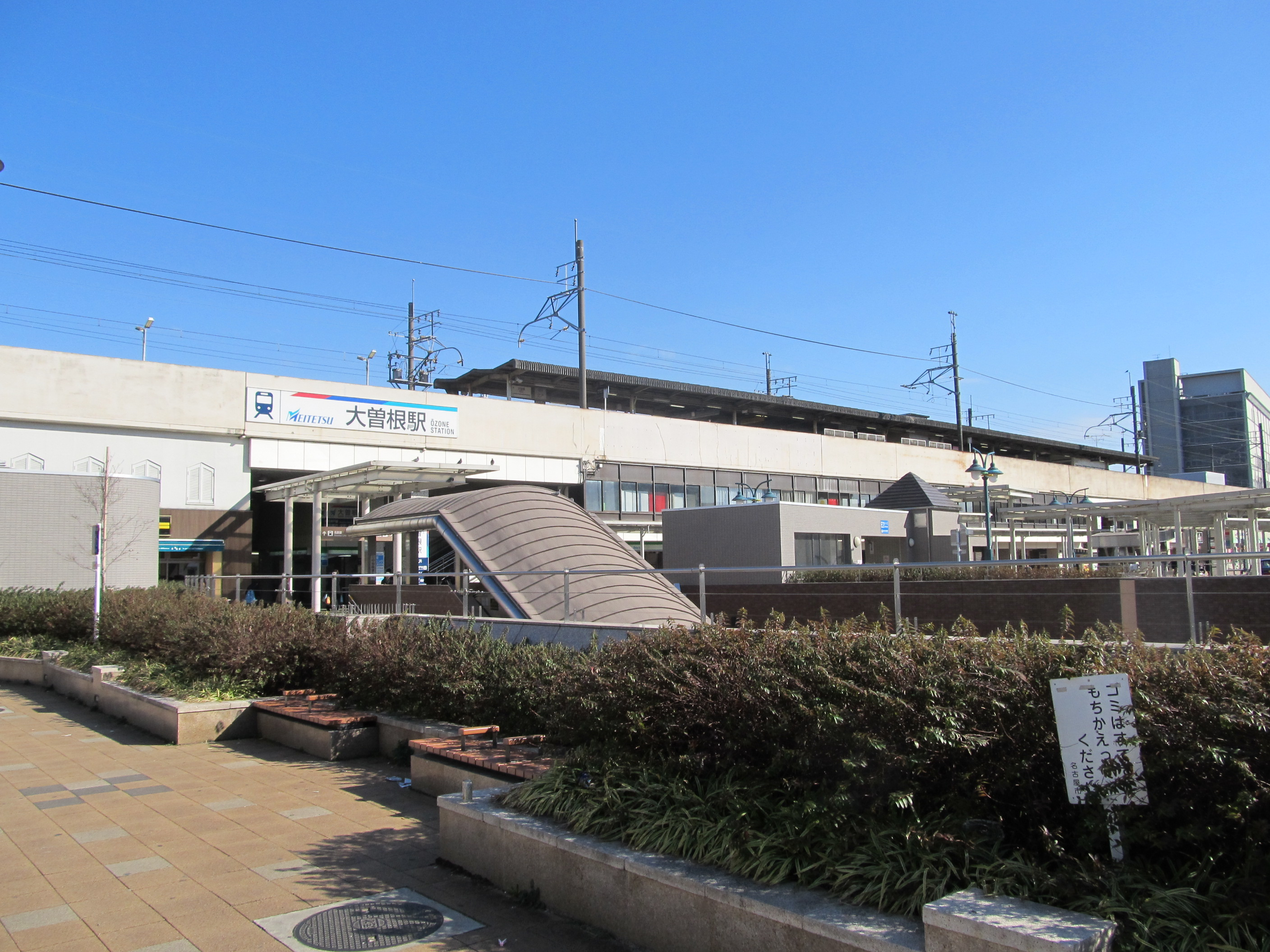
Meitetsu-Bahnhofteil
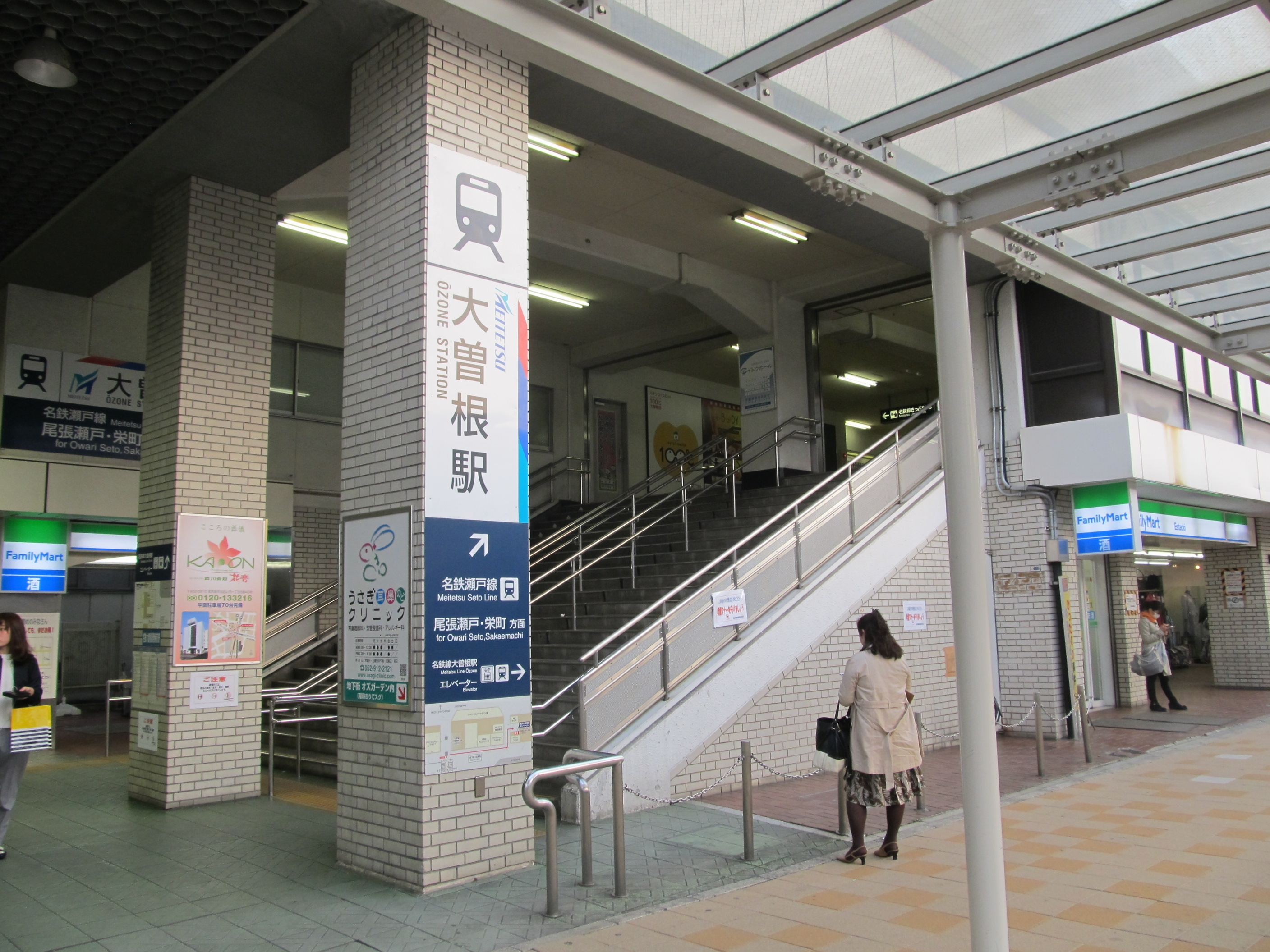
Zugang zum Meitetsu-Bahnsteig
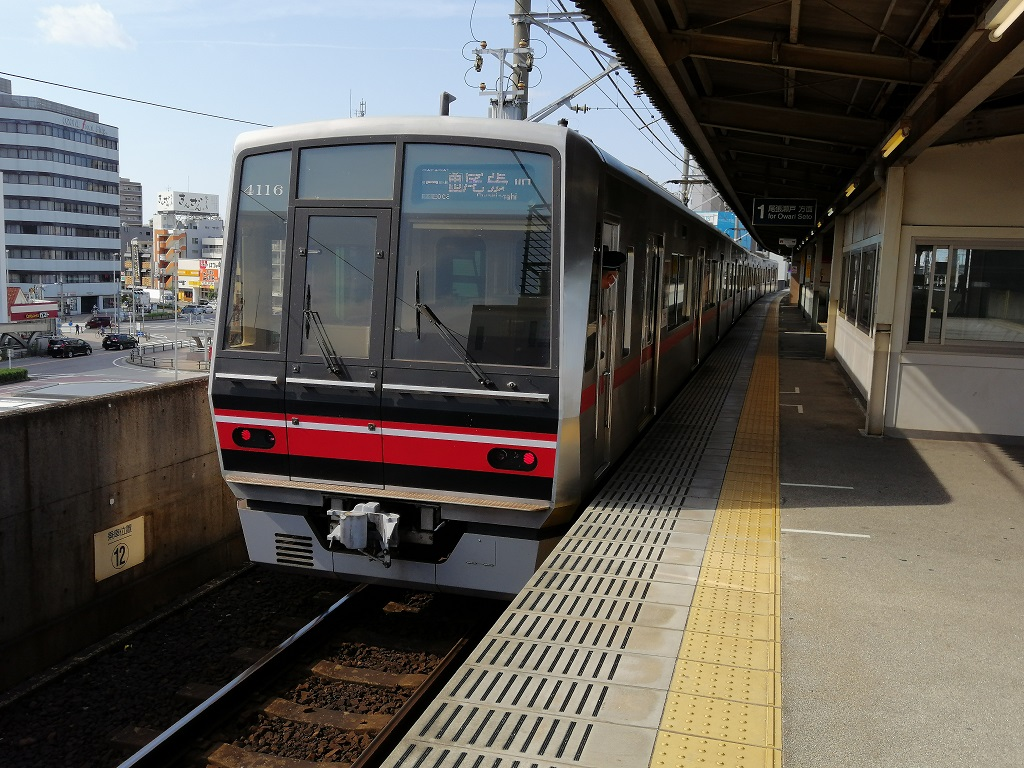
Triebzug der Meitetsu-Baureihe 4000
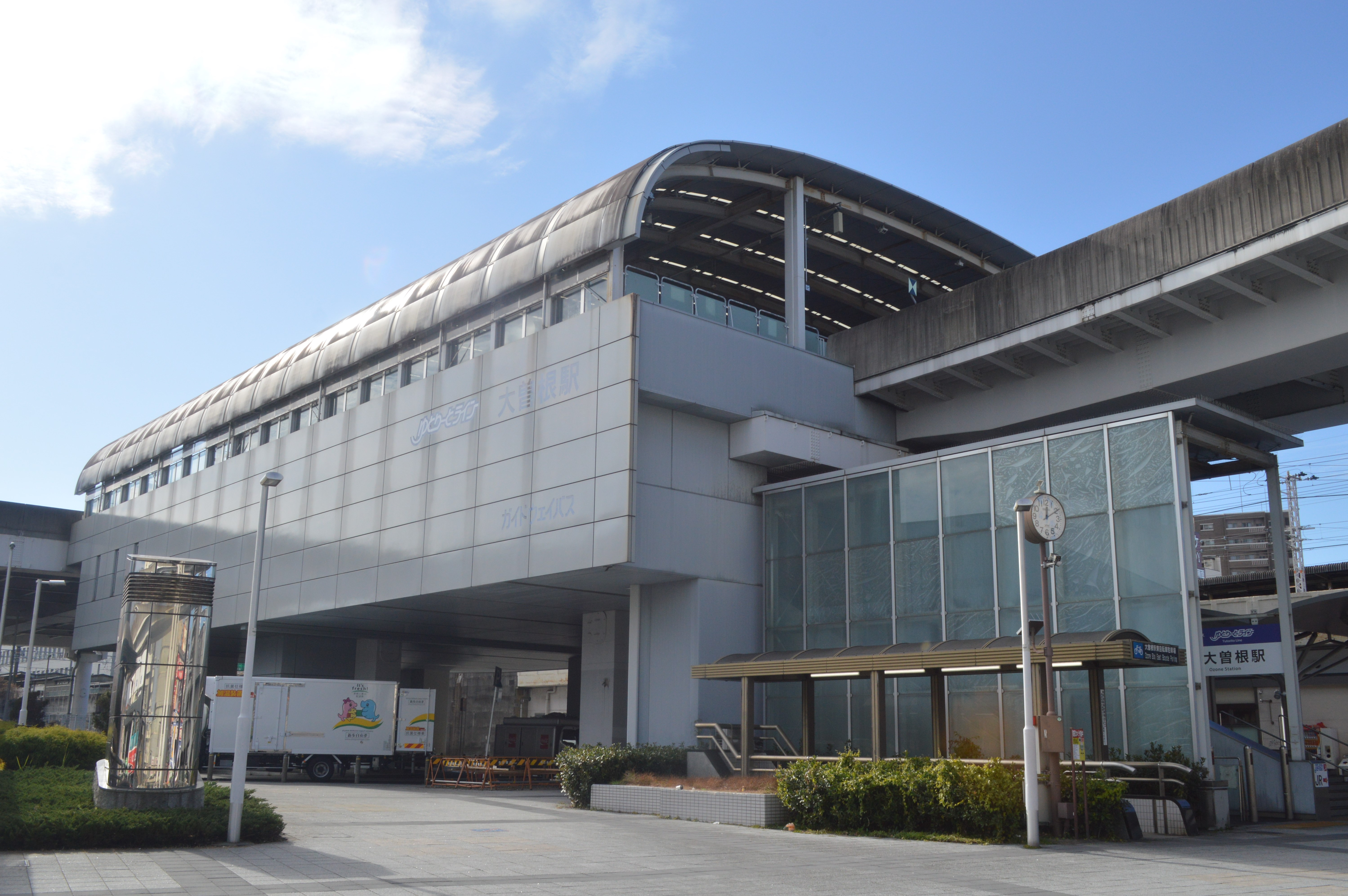
Spurbus-Endstation
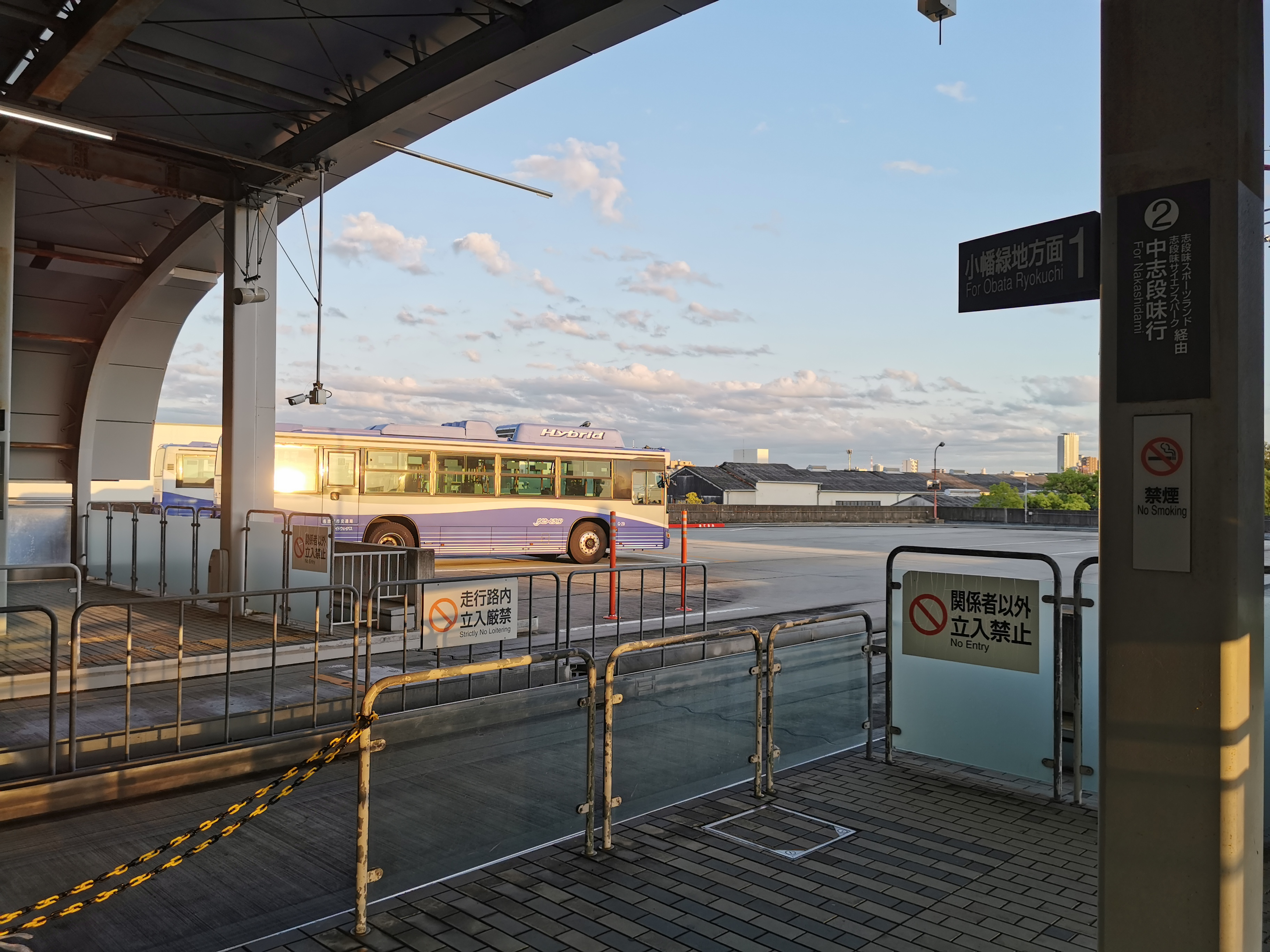
Spurbus-Wendeschleife
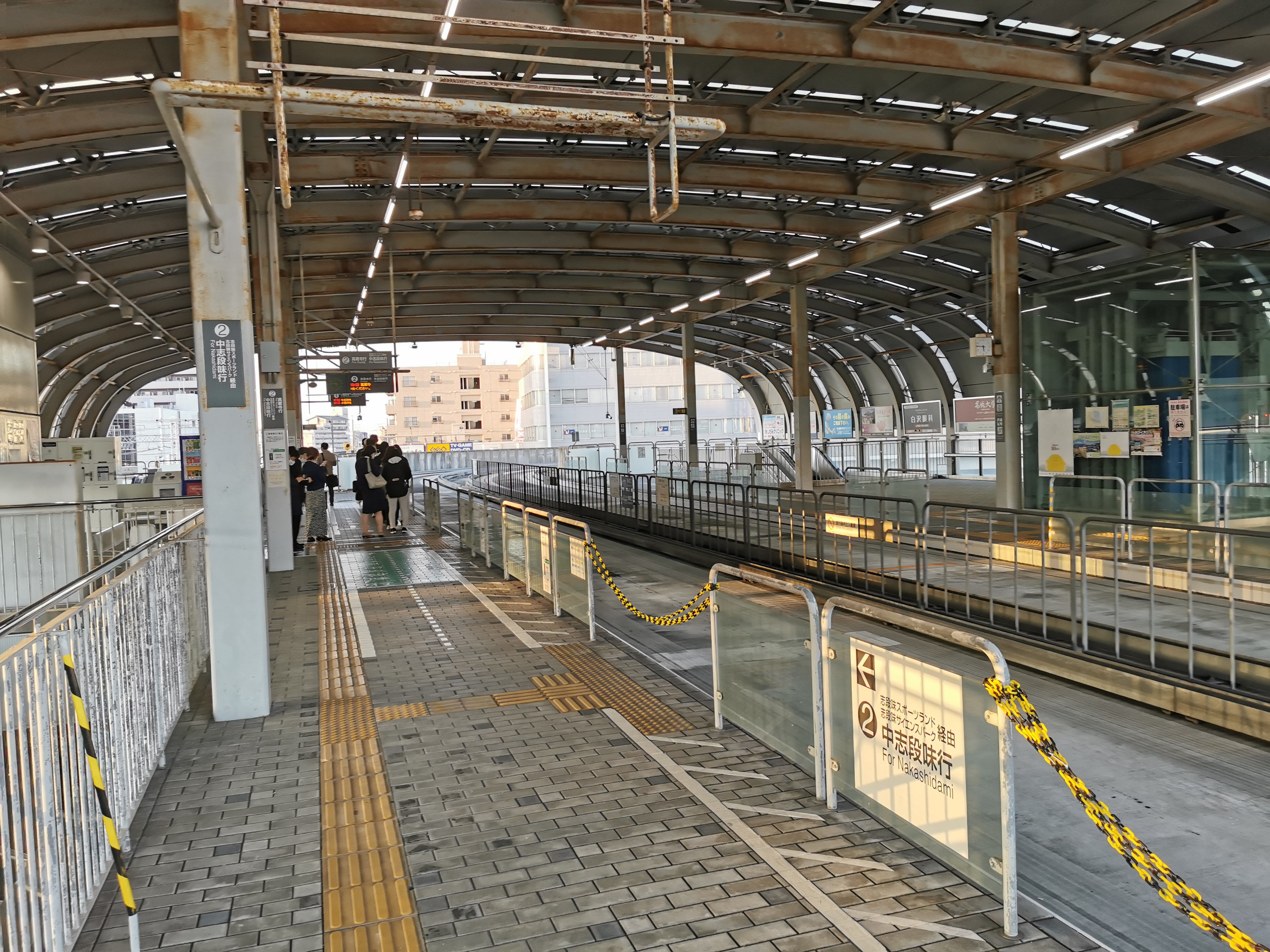
Innenansicht der Spurbus-Endstation
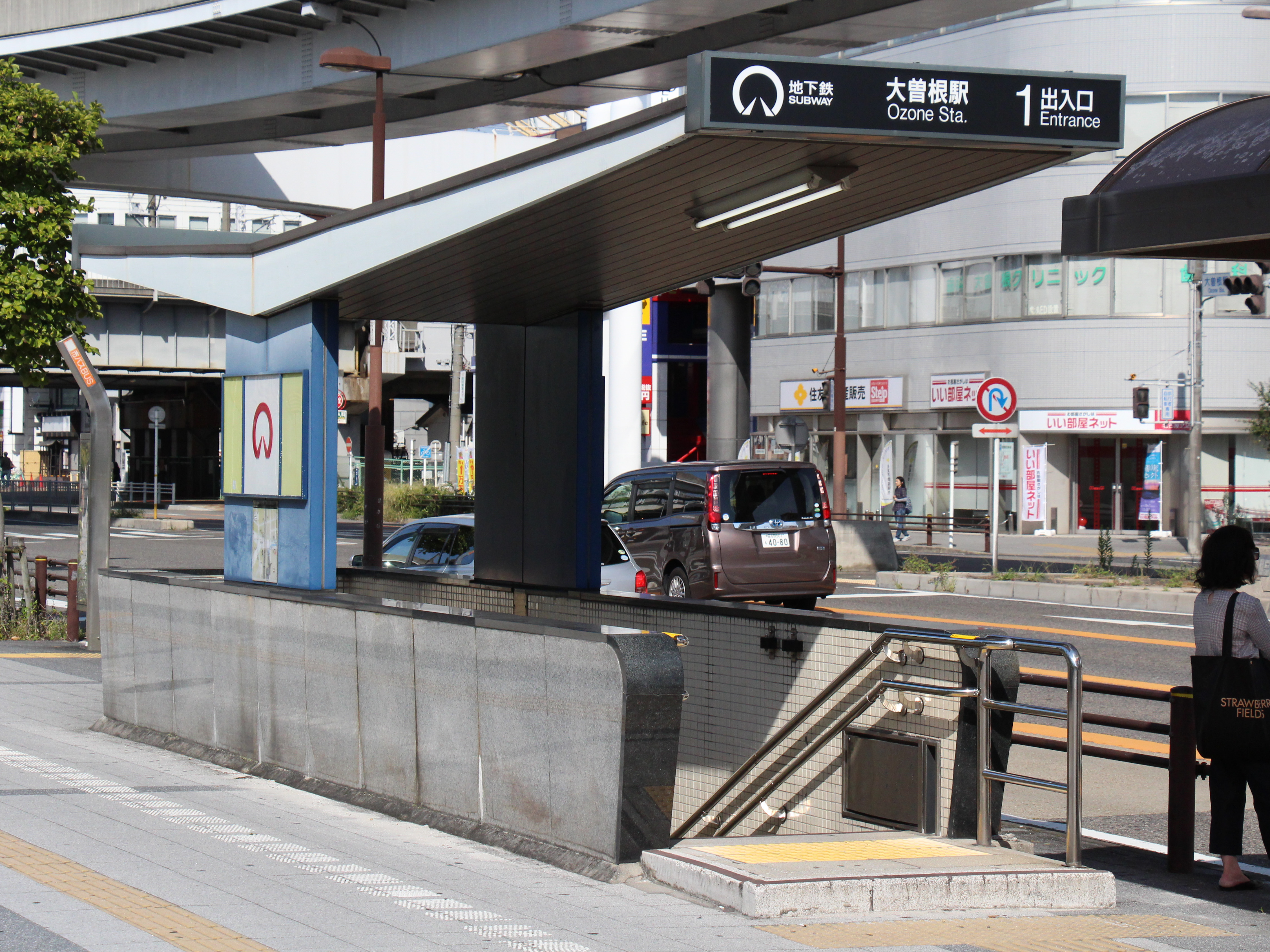
Zugang zum U-Bahnhof
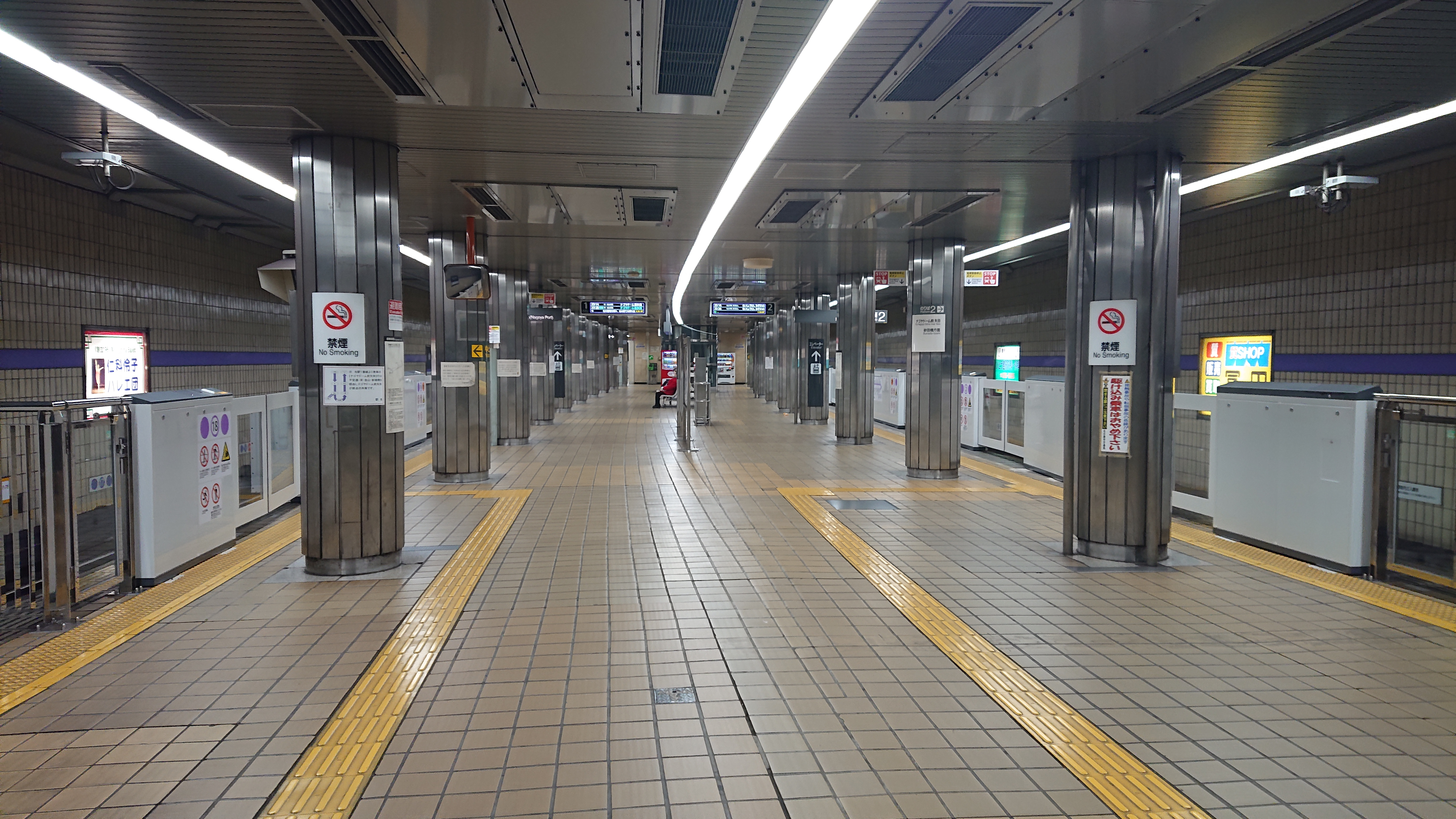
U-Bahnhof
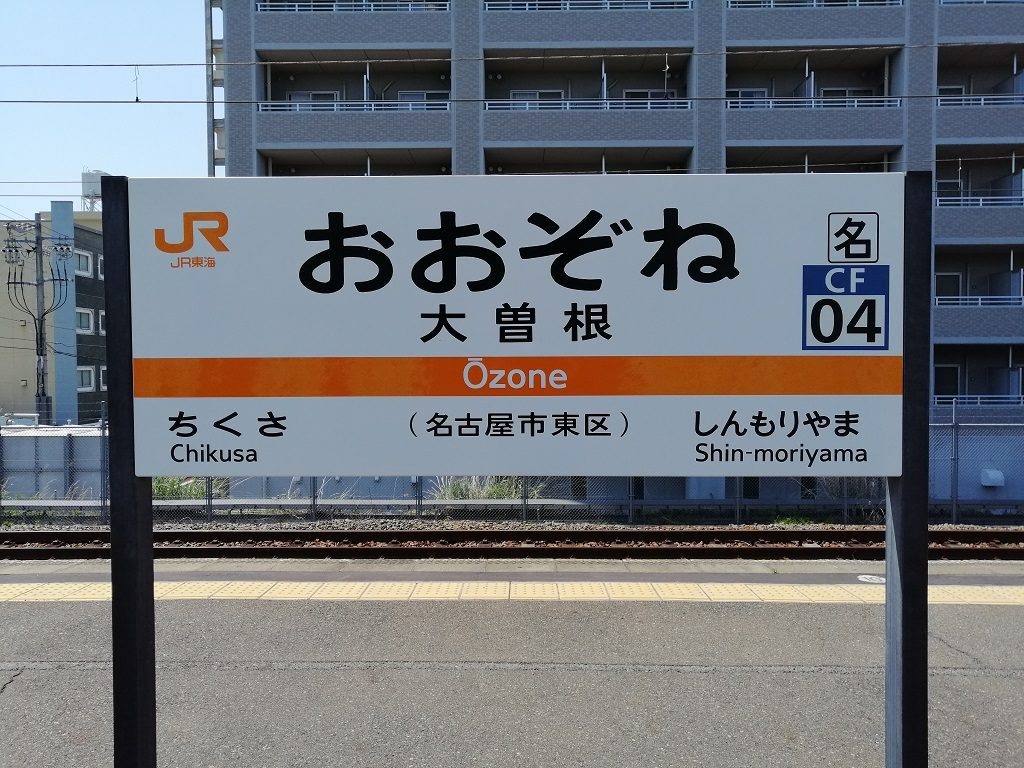
Bahnhofsschild

## Gleise
JR Central:
| 1 | ▉ Chūō-Hauptlinie | Tajimi • Nakatsugawa • Shiojiri • Tokio |
| 2 | ▉ Chūō-Hauptlinie | Kanayama • Nagoya                       |

Meitetsu:
| 1 | ▉ Meitetsu Seto-Linie | Shin-Seto • Owari-Seto |
| 2 | ▉ Meitetsu Seto-Linie | Sakaemachi             |

U-Bahn Nagoya:
| 1 | ▉ Meijō-Linie | im Gegenuhrzeigersinn Richtung Sakae    |
| 2 | ▉ Meijō-Linie | im Uhrzeigersinn Richtung Aratama-bashi |

## Linien
| Verlauf der Chūō-Hauptlinie |
| --- |
| Takao • Sagamiko • Fujino • Uenohara • Shiotsu • Yanagawa • Torisawa • Saruhashi • Ōtsuki • Hatsukari • Sasago • Kai-Yamato • Katsunuma-budōkyō • Enzan • Higashi-Yamanashi • Yamanashishi • Kasugaichō • Isawa-Onsen • Sakaori • Kōfu • Ryūō • Shiozaki • Nirasaki • Shimpu • Anayama • Hinoharu • Nagasaka • Kobuchizawa • Shinano-Sakai • Fujimi • Suzurannosato • Aoyagi • Chino • Kami-Suwa • Shimo-Suwa • Okaya • Midoriko • Shiojiri • Seba • Hideshio • Niekawa • Kiso-Hirasawa • Narai • Yabuhara • Miyanokoshi • Harano • Kiso-Fukushima • Agematsu • Kuramoto • Suhara • Ōkuwa • Nojiri • Jūnikane • Nagiso • Tadachi • Sakashita • Ochiaigawa • Nakatsugawa • Mino-Sakamoto • Ena • Takenami • Kamado • Mizunami • Tokishi • Tajimi • Kokokei • Jōkōji • Kōzōji • Jinryō • Kasugai • Kachigawa • Shin-Moriyama • Ōzone • Chikusa • Tsurumai • Kanayama • Nagoya Tatsuno-Zweigstrecke: Okaya • Kawagishi • Tatsuno • Shinano-Kawashima • Ono • Shiojiri |

| Verlauf der Meitetsu Seto-Linie |
| --- |
| Sakaemachi • Higashiōte • Shimizu • Amagasaka • Morishita • Ōzone • Yada • Moriyama-Jieitai-mae • Hyōtan-yama • Obata • Kitayama • Ōmori-Kinjōgakuin-mae • Inba • Asahi-mae • Owari-Asahi • Sangō • Mizuno • Shin-Seto • Seto-Shiyakusho-mae • Owari-Seto |

## Geschichte

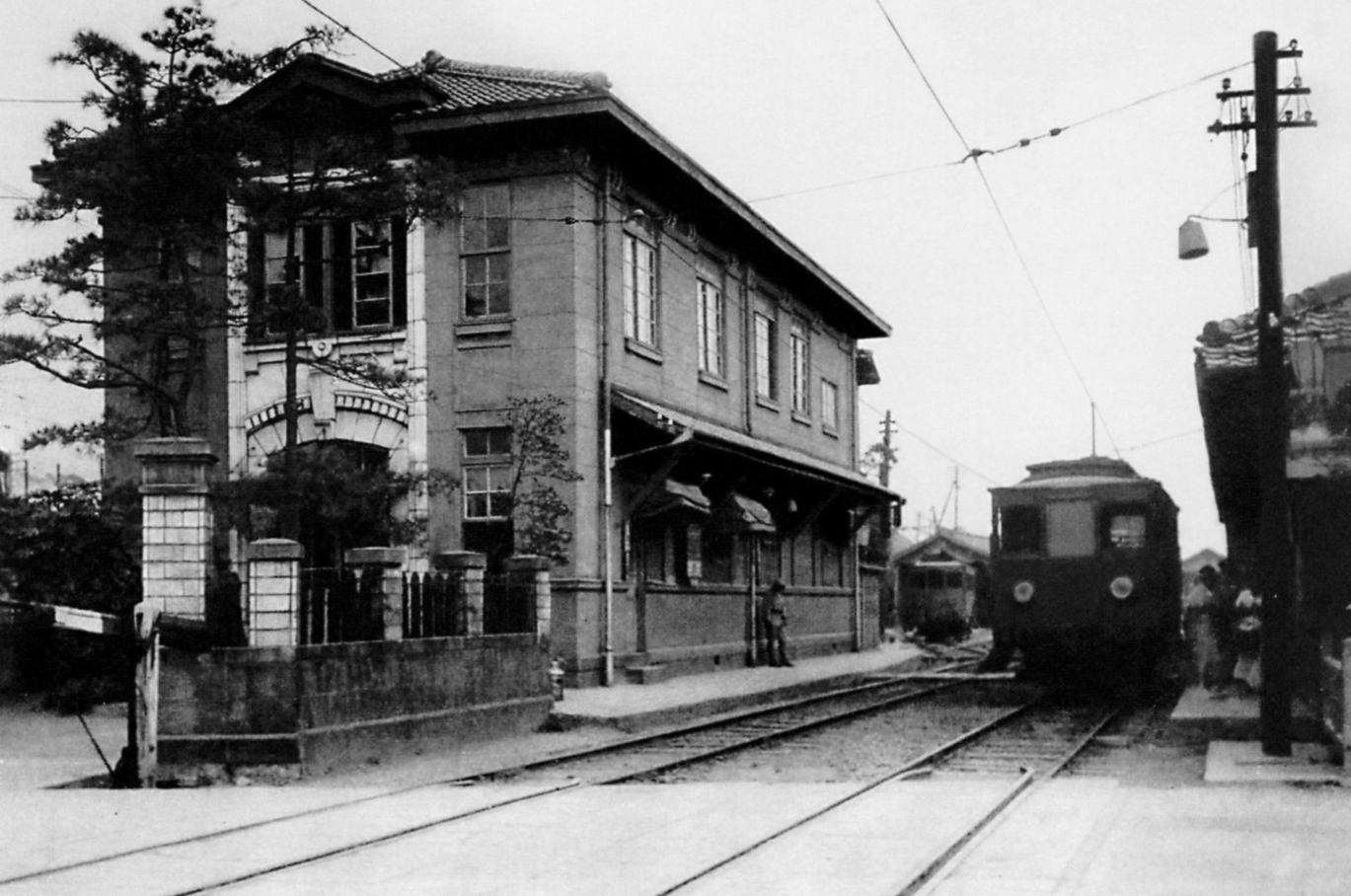
Bahnhof der Setoden (ca. 1920)

Nachdem das Eisenbahnamt (das spätere Eisenbahnministerium) beschlossen hatte, den Bau der Chūō-Hauptlinie von Nagoya durch das Landesinnere in Richtung Tokio voranzutreiben, gründeten mehrere Städte und Dörfer im östlichen Umland Nagoyas 1895 einen Unterstützungsverein. Dieser sollte sich dafür einsetzen, dass die entstehende Strecke einen Bahnhof im Bereich von Ōzone erhält. Die Bemühungen waren zunächst nicht erfolgreich, denn bei der Inbetriebnahme des ersten Abschnitts zwischen Nagoya und Tajimi im Jahr 1900 fuhren die Züge ohne Halt durch. Zwar lag die Genehmigung 1903 vor, doch die Verwirklichung verzögerte sich weiter. Um einiges rascher war die private Bahngesellschaft Seto Denki Tetsudō (Setoden), die am 1. März 1906 den Abschnitt Yada–Ōzone der Seto-Linie eröffnete. Mit mehrjähriger Verspätung nahm das Eisenbahnministerium seinen Bahnhof an der Chūō-Hauptlinie am 9. April 1911 in Betrieb. Die Setoden wiederum verlängerte ihre Strecke am 23. Mai desselben Jahres in Richtung Innenstadt nach Doishita.
Bei einem amerikanischen Luftangriff auf die benachbarten Mitsubishi-Werke wurde der staatliche Teil des Bahnhofs vollständig zerstört; dabei kamen 30 der 37 dort stationierten Bahnangestellten ums Leben. Seit 1946 erinnert ein Denkmal beim südlichen Ausgang an dieses Ereignis. Die Meitetsu, die 1939 die Setoden übernommen hatte, begradigte 1956 den kurvenreichen Streckenabschnitt zwischen Ōzone und Shimizu. Mehrere Jahrzehnte lang war Ōzone auch ein bedeutender Güterbahnhof. Dies änderte sich am 15. Februar 1978, als die Meitetsu den Güterverkehr auf der Seto-Linie komplett einstellte. Die Japanische Staatsbahn (JNR) wiederum gab den Güterumschlag am 15. November 1982 auf. Der Rückbau der Gütergleise schuf Platz für neue Personenbahnhöfe an beiden Strecken sowie 1983 die Anhebung der Meitetsu Seto-Linie auf einen Viadukt. Im Rahmen der Staatsbahnprivatisierung ging der JNR-Bahnhofteil am 1. April 1987 in den Besitz der neuen Gesellschaft JR Central über.
Am 20. Dezember 1971 erhielt der Bahnhof einen Anschluss ans U-Bahn-Netz, als die Meijō-Linie von Shiyakusho bis hierhin verlängert wurde. Fast drei Jahrzehnte lang war Ōzone daraufhin die nordöstliche Endstation, bis zur Eröffnung der Verlängerung nach Sunadabashi am 19. Januar 2000. Schließlich erfolgte am 23. März 2001 die Inbetriebnahme der in Ōzone beginnenden Spurbusstrecke der Yutorito-Linie.